# Olympische Sommerspiele 2000/Teilnehmer (Simbabwe)
| Gelbes Symbol für Goldmedaillen mit stilisierten Olympischen Ringen | Graues Symbol für Silbermedaillen mit stilisierten Olympischen Ringen | Braundes Symbol für Bronzemedaillen mit stilisierten Olympischen Ringen |
| ------------------------------------------------------------------- | --------------------------------------------------------------------- | ----------------------------------------------------------------------- |
| —                                                                   | —                                                                     | —                                                                       |

Simbabwe nahm an den Olympischen Sommerspielen 2000 in der australischen Metropole Sydney mit 16 Athleten, fünf Frauen und elf Männer, in fünf Sportarten teil.
Seit 1980 war es die sechste Teilnahme des afrikanischen Staates an Olympischen Sommerspielen.

## Flaggenträger
Der Leichtathlet Phillip Mukomana trug die Flagge Simbabwes während der Eröffnungsfeier im Stadium Australia.

## Teilnehmer nach Sportarten

### Leichtathletik
Männer
- Tendai Chimusasa
Marathon: Finale, 2:14:19 h (Rang neun)
- Tawanda Chiwira
400 Meter: ausgeschieden Runde eins – Lauf drei, 46,50 s (Rang fünf)
4 × 400 Meter: ausgeschieden Runde eins – Lauf vier, 3:05,60 min (Rang drei)
- Iain Harnden
400 Meter Hürden: ausgeschieden in Runde eins – Lauf eins, 54,01 s  (Rang sieben)
- Ken Harnden
400 Meter Hürden: ausgeschieden in Runde eins – Lauf fünf, 51,83 s  (Rang vier)
4 × 400 Meter: ausgeschieden in Runde eins – Lauf vier, 3:05,60 s  (Rang drei)
- Phillip Mukomana
400 Meter: ausgeschieden in Runde eins – Lauf sechs, 47,11 s  (Rang sieben)
4 × 400 Meter: ausgeschieden in Runde eins – Lauf vier, 3:05,60 min (Rang drei)
- Crispen Mutakanyi
800 Meter: ausgeschieden in Runde eins – Lauf vier, 1:47,66 min (Rang vier)
4 × 400 Meter: ausgeschieden in Runde eins – Lauf vier, 3:05,60 min (Rang drei)

Frauen
- Samukeliso Moyo
5000 Meter: ausgeschieden in Runde eins – Lauf zwei, 15:47,76 min (Rang zwölf)
- Julia Sakara
1500 Meter: ausgeschieden in Runde eins – Lauf eins, 4:21,94 min (Rang 12)

### Schwimmen
Frauen
- Kirsty Coventry
50 Meter Freistil: ausgeschieden in Runde eins – Lauf sechs, 26,58 s  (Rang sieben)
100 Meter Freistil: ausgeschieden in Runde eins – Lauf drei, 57,47 s  (Rang zwei)
100 Meter Rücken: ausgeschieden im Halbfinale – Lauf eins, 1:02,54 min (Rang sechs)
200 Meter Lagen: ausgeschieden in Runde eins – Lauf drei, 2:17,73 min (Rang fünf)
- Mandy Leach
200 Meter Freistil: ausgeschieden im Halbfinale – Lauf eins, 2:00,60 min (Rang acht)

Männer
- Glen Walshaw
100 Meter Freistil: ausgeschieden in Runde eins – Lauf vier, 52,53 s  (Rang sieben)
200 Meter Freistil: ausgeschieden in Runde eins – Lauf vier, 1:54,70 min (Rang acht)

### Tennis
Frauen
- Cara Black
Einzel: ausgeschieden in Runde eins gegen Silvia Farina Elia aus Italien

Männer
- Wayne Black
Einzel: ausgeschieden in Runde eins gegen Jiří Vaněk aus der Tschechischen Republik
Doppel: mit Kevin Ullyett, ausgeschieden in Runde eins gegen Tommy Haas und David Prinosil aus Deutschland
- Kevin Ullyett
Einzel: ausgeschieden in Runde zwei gegen Ivan Ljubičić aus Kroatien
Doppel: mit Wayne Black, ausgeschieden in Runde eins gegen Tommy Haas und David Prinosil aus Deutschland

### Triathlon
Männer
- Mark Marabini
Finale: ohne Zeit, da Lauf nicht beendet

### Wasserspringen
Männer
- Evan Stewart
drei Meter Springbrett: Finale, 313,53 Punkte (Rang 38)